# Acritus methneri
Acritus methneri är en skalbaggsart som beskrevs av Heinrich Bickhardt 1921. Acritus methneri ingår i släktet Acritus och familjen stumpbaggar. Inga underarter finns listade i Catalogue of Life.